# Чубинецька сільська рада
| Чубинецька сільська рада — колишній орган місцевого самоврядування у Сквирському районі Київської області з адміністративним центром у с. Чубинці. Історична дата утворення: 12 грудня 1987 року . Сільській раді підпорядковані населені пункти: - с. Чубинці - с. Таборів |

## Склад ради
Рада складається з 16 депутатів та голови.

### Керівний склад ради
| ПІБ                           | Основні відомості                                                               | Дата обрання | Дата звільнення |
| ----------------------------- | ------------------------------------------------------------------------------- | ------------ | --------------- |
| Ковальчук Валентина Василівна | Сільський голова, 1961 року народження, освіта, позапартійна                    | 26.03.2006   | 31.10.2010      |
| Ковальчук Валентина Василівна | Сільський голова, 1961 року народження, освіта середня спеціальна, позапартійна | 31.10.2010   |                 |

Примітка: таблиця складена за даними джерела